# 林峰 (计算机专家)
林峰，同济大学电子信息与工程学院控制科学与工程系教授，主要从事离散动态事件系统与混杂系统、图像处理等方面的研究工作。入选中华人民共和国教育部第五批"长江学者"特聘教授，曾就读于上海交通大学自控系、多伦多大学。